# Tenebroides soror
Tenebroides soror is een keversoort uit de familie schorsknaagkevers (Trogossitidae). De wetenschappelijke naam van de soort werd in 1857 gepubliceerd door Pierre Nicolas Camille Jacquelin du Val.